# (28339) 1999 EC3
1999 إي سي 3 (ويعرف أيضًا باسم (28339) 1999 إي سي 3 وفق تسمية الكوكب الصغير) (بالإنجليزية: 1999 EC3)‏ هو كويكب ضمن حزام الكويكبات؛ وترتيبه 28339 من حيث الاكتشاف.
اكتُشف هذا الجُرم الفلكي بواسطة جون بروفتون في 10 مارس 1999.

## وصلات خارجية
- (28339) 1999 EC3 في قاعدة بيانات مختبر الدفع النفاث لأجرام النظام الشمسي الصغيرة

- الاكتشاف · مخطط المدار ·  العناصر المدارية · المعلمات المادية

- (28339) 1999 EC3 على موقع ويكي سكاي: DSS2, SDSS, GALEX, IRAS, Hydrogen α, X-Ray, Astrophoto, Sky Map, Articles and images